# Per ritrovarti
Per ritrovarti (Little Boy Lost) è un film statunitense del 1953 diretto da George Seaton, tratto dal romanzo Little Boy Lost di Marghanita Laski. Conosciuto in Italia anche con il titolo Il bambino perduto, venne presentato al Festival di Cannes del 1954.

## Trama
Durante la seconda guerra mondiale un corrispondente di guerra americano, Bill Wainwright, di stanza a Parigi, ha incontrato e si è innamorato di una cantante francese, Lisa Garret, si sposano e hanno un figlio, Jean. Wainwright venne quindi assegnato a coprire la Battaglia di Dunkerque e dopo l'evacuazione delle truppe alleate e la resa francese non poté tornare a Parigi. In seguito ha appreso che sua moglie è stata uccisa dai nazisti per aver partecipato alla Resistenza francese e che suo figlio piccolo è scomparso durante un bombardamento. A guerra finita, il vedovo in lutto è tornato a Parigi per ritrovare il suo bambino perduto, aiutato dal suo migliore amico Pierre Verdier.
A Wainwright è stato detto che suo figlio vive in un orfanotrofio. Lì, trova un ragazzo triste e confuso, Jean, che ha una somiglianza con Lisa, e Wainwright crede che potrebbe essere suo figlio. La madre superiora insiste sul fatto che il ragazzo sia suo, ma Wainwright è scettico e si propone di metterlo alla prova. Comincia a formare un attaccamento emotivo al ragazzo, ma alla fine, quando il ragazzo fallisce il test, Wainwright si rende conto che al bambino sono state fornite informazioni per aiutarlo a superare il test. Si confronta con la suora, che confessa di aver cercato di aiutare il ragazzo a causa della sua determinazione a mettere i suoi orfani in buone case e avere una vita felice.
Sebbene Wainwright e il ragazzo abbiano stretto un legame, non riesce a superare il suo dolore finché non parla con un amico che gli consiglia di affrontare la morte della moglie. Mentre è in giro, nota un peluche identico a quello che Wainwright aveva vinto a un carnevale per Lisa e che si chiamava "Binky". Compra il giocattolo e lo fa mandare all'orfanotrofio. Quando Wainwright torna all'orfanotrofio, avendo capito che ha bisogno del ragazzo, anche se potrebbe non essere il figlio che ha perso. Jean, vedendo il cane di peluche, lo abbraccia e lo chiama "Binky", rivelando così di essere il figlio di Wainwright.

## Produzione
Le riprese del film iniziarono a Parigi nel settembre del 1952 e continuarono a Hollywood tra novembre e dicembre dello stesso anno. Mentre si trovava a Parigi, Bing Crosby ricevette la notizia che la moglie Dixie Lee era gravemente malata. Ritornato in California, apprese che era morta il 1º novembre 1952. Tornato in studio, Crosby ha dovuto affrontare una scena estenuante, una delle più importanti del film. Il corrispondente di guerra, che in cuor suo non aveva mai accettato la morte della moglie, fu costretto ad ascoltare il racconto ufficiale e brutale della sua morte, letto dall'amica. Doveva rendersi conto che per continuare a vivere e amare i vivi, un uomo deve seppellire i suoi morti.

## Distribuzione
Il film ebbe la sua prima assoluta al Beverly Wilshire Theatre di Los Angeles il 3 settembre 1953 e, nella prima settimana di programmazione, incassò 22.000 dollari. Nella prima a New York, avvenuta al Rivoli Theatre il 21 settembre 1953, l'incasso venne devoluto in beneficenza all'Overseas Press Club. Presentato al Festival di Cannes del 1954, il film si aggiudicò il Golden Globe per il miglior film promotore di Amicizia Internazionale. In Italia il film ebbe il visto di censura n. 16.528 del 10 maggio 1954 per una lunghezza di 2.515 metri. In seguito venne distribuito anche con il titolo Il bambino perduto.

## Accoglienza critica
Bosley Crowther, sul New York Times del 22 settembre 1953, scrisse: «qui Crosby interpreta un ruolo drammatico in un quadro di profondo contenuto emotivo e sfumature genuinamente tragiche. Fatta eccezione per due o tre brani musicali che vengono elaborati in modo coerente, ci sono pochi altri punti di contatto con le atmosfere brillanti e vivaci. Eppure va detto che Crosby riesce a trasmettere un forte senso di vero tormento emotivo in un personaggio tragicamente distrutto e che funge da cuscinetto credibile in un film candidamente straziante».
Il recensore di Variety commentò: «Basato sulla storia di Marghanita Laski della ricerca di un padre per il giovane figlio da cui si era separato a causa della guerra, il film non può paragonarsi con il tremendo impatto al cuore del romanzo originale, o della versione televisiva vista solo una o due stagioni fa, anche se ha momenti sufficientemente commoventi per essere un soddisfacente film per famiglie».

## Colonna sonora
Le canzoni del film sono le seguenti:
- Mon Coeur est un violon (Miarka Laparcerie / Jean Richepin / Auguste Richepin), cantata da Nicole Maurey
- Darktown Strutters' Ball, cantata da Bing Crosby e Nicole Maurey
- A Propos de Rien (Jimmy Van Heusen / Johnny Burke), cantata da Nicole Maurey e da Bing Crosby
- Oh! Susanna, cantata da Christian Fourcade con un gruppo di ragazzi
- Cela M'est Egal (If It's All the Same to You) (Jimmy Van Heusen / Johnny Burke), cantata da Bing Crosby
- Sur le Pont d'Avignon, cantata da Claude Dauphin e Christian Fourcade
- Frère Jacques, cantata da Bing Crosby, Claude Dauphin e Christian Fourcade
- The Magic Window (Jimmy Van Heusen / Johnny Burke), cantata da Bing Crosby.

Bing Crosby incise quattro delle otto canzoni per la Decca Records e vennero pubblicate su un LP a 10 pollici dal titolo The Country Girl / Little Boy Lost. Vennero incluse in seguito nel volume Anything Goes della serie in 15 volumi Bing's Hollywood.